# Michata
Michata (greacă Μιχάτα) este un oraș în Grecia în prefectura Kefalonia.